# Dai Wei
Dai Wei (xinès simplificat: 戴玮) (Harbin -) Productora i directora de televisió i de cinema xinesa. Especialment coneguda per les seves pel·lícules relacionades amb el Tibet i també amb les problemàtiques de la dona a la Xina actual.

## Biografia
Dai Wei va néixer a Harbin (Xina).Va estudiar periodisme a la Universitat de Comunicacions de la Xina (中国传媒大学新闻系). Després de graduar-se, va continuar els seus estudis al departament de direcció de l'Acadèmia de Cinema de Pequín. També va obtenir un "EMBA" en Administració d'Empreses per la Guanghua School of Management de la Universitat de Pequín.
Va treballar durant deu anys a China Central Television CCTV on va dirigir programes culturals i musicals i va produir vídeos musicals.
El 2008 va dirigir el seu primer llargmetratge, "Ganglamedo" (冈拉梅朵), un musical rodat al Tibet central, amb guió de l'escriptor d'origen tibetà Tashi Dawa.
Un any després de "Ganglamedo (pel·lícula)", l'endemà dels disturbis del Tibet de 2008 a Lhasa, va continuar amb el rodatge d'una altra pel·lícula al Tibet, amb un equip de producció occidental. La pel·lícula té un títol de faula: "Hi havia una vegada al Tibet" (西藏往事). De fet, és una història d'amor entre una dona tibetana i un pilot nord-americà que va ser un dels que, durant la guerra de resistència contra el Japó, va portar subministraments a la Xina sobrevolant l'Himàlaia. El guió està adaptat pel mateix Tashi Dawa a partir de la novel·la "Problemes a Shambala" (骚动的香巴拉), publicada el 1993.
El 2017 va abandonar el tema tibetà amb "Once Again" (二次初恋) protagonitzada per l'actriu Athena Chu.
La seva quarta pel·lícula, "Chanting Willows" (柳浪闻莺), va ser seleccionada al Festival Internacional de Cinema de Shanghai, l'any 2021. Aquest film, mitjançant el tema tibetà aborda la qüestió del gènere a partir de la història de dues intèrprets d'una companyia d'òpera de l'estil Yue amb una adaptació de la novel·la de l'escriptora Wang Xufeng (王旭烽) guanyadora del Premi Mao Dun de Literatura i amb l'actor i cantant Zheng Yunlong com un dels protagonistes.
Amb Homless del 2021 torna a tractar el tema de les dones amb una història que explica: els problemes d'una noia després que la seva mare traficant de drogues sigui enxampada per la policia. La noia s'esforça per sobreviure i coneix un ancià que s'encarrega de deixalles. Busquen una llar junts, com un somni que passa en un tancar i obrir d'ulls."

## Filmografia[8]
| Any  | Títol xinès | Títol anglès              |
| ---- | ----------- | ------------------------- |
| 2008 | 冈拉梅朵    | Ganglamedo                |
| 2009 | 西藏往事    | Once Upon a Time in Tibet |
| 2017 | 二次初恋    | Once Again                |
| 2021 | 柳浪闻莺    | Chanting Willows          |
| 2022 | 無家女孩    | Homeless                  |